# Pau Llorens Serrano
Pau Llorens Serrano (Alcoi, l'Alcoià, 19 de juny del 1967) és un animador valencià especialitzat en la tècnica stop-motion.

## Trajectòria
Pau Llorens va estudiar Belles Arts a la Universitat de València entre 1986 i 1990, per a dedicar-se al cinema d'animació. Començà la seua carrera amb el curtmetratge De sol a sol (1989) i Gastropotens (1990), però no va ser fins l'entrena de Gastropotens II. Mutación tóxica (1994) que va començar el seu ascens. Va ser escollit el millor curtmetratge nacional per Canal+ i obté el premi del públic de la V Setmana de Cinema Fantàstic i de Terror de Sant Sebastià. En esta primera etapa compagina la direcció amb el món del còmic, publicant a diversos fanzines, i des de 1990, a la revista Camacuc, on entra després de guanyar un concurs en 1989.
L'èxit li va arribar amb Caracol, col, col (1995), el qual va rebre el Premi Goya al millor curtmetratge d'animació. Entre 1998 i 1999 va rodar un llargmetratge emprant la mateixa tècnica, Joc de xiquets. La seua activitat es va estendre també a la realització de videoclips musicals, sèries d'animació per a televisió i espots publicitaris, entre les quals destaca Los García, la campanya d'introducció de l'euro a Espanya.
L'any 2001 va crear el seu propi estudi d'animació i producció, Potens Plastianimation. El seu curt L'enigma del xic croqueta, de trenta minuts, va obtindre de nou el Goya al millor curtmetratge d'animació el 2004 i el premi a millor curtmetratge en 35 mm i millor música a la XXV Mostra de València. L'any següent va ser homenatjat al certamen Animadrid.
El 2009 va realitzar el curtmetratge d'animació El Ultimátum Evolutivo amb plastilina, utilitzant stop-motion, per a l'organització no governamental per al desenvolupament Setem-País Valencià, per conscienciar a les persones sobre els avantatges del comerç just i consum responsable dels recursos. Hi representa el personatge Professor Setemius que analitza en clau d'humor el dilema entre l'Homo Consumus i l'Homo Responsabilus.
El 2013 exposa part de la seva obra al MUVIM de València dins l'exposició col·lectiva Stop Motion Don't Stop.

## Filmografia
Filmografia:

### Curtmetratges
- 1987 - Un mundo hambriento
- 1987 - Ronck y su rítmica rutina
- 1989 - De sol a sol
- 1990 - Gastropotens
- 1991 - Noticias fuerrrtes
- 1992 - La niña está llorando
- 1994 - Gastropotens II. Mutación tóxica
- 1995 - Caracol, col, col
- 1996 - Furia genética
- 2004 - L'enigma del xic croqueta
- 2005 - Chokopulpitos
- 2007 - La maldición de los Hombres Triángulo
- 2007 - Molecular Zombi[14] (amb Tritón Media)
- 2009 - El Ultimátum Evolutivo[11]

### Sèries de televisió
- 1996 - Pérez y Donato
- 1999 - Doc Franky (infantil)

### Llargmetratges
- 1999 - Juego de niños